# Myrtegedeblad
Myrte-Gedeblad (Lonicera nitida) er en lille, stedsegrøn busk med overhængende vækstform. Myrte-Gedeblad er – som alle Gedeblad-arter – giftig.

## Beskrivelse
Barken er først rødbrun og glat. Senere bliver den olivengrøn til grå. Knopperne sidder skjult i bladhjørnerne. De er modsatte, kegleformede, små og grønne. Bladene er læderagtige og ægformede med hel rand. Oversiden er skinnende mørkegrøn, mens undersiden er mere lysegrøn. Løvspringet sker tidligt, i milde vintre tilmed ofte før det egentlige forår. Blomsterne sidder parvis i bladhjørnerne, men de ses ikke meget. De er små og gulhvide. Frugterne er blåviolette bær, som kun findes på enkelte sorter.
Rodsystemet består af kraftige hoved- og siderødder, som er godt fordelt både til siderne og i dybden. 
Højde x bredde og årlig tilvækst: 1,2 × 1,2 m (10 × 10 cm/år).

## Hjemsted
Myrte-Gedeblad stammer fra det vestlige Kina, hvor den (bl.a. på bjerget Emei) danner krat sammen med Ranunkelbusk og Gul Bambus. Her er jorden frugtbart löss, der falder næsten 2000 mm regn mellem juli og september, og vinteren er meget kold (÷ 4° i januar).

## Haveplante
Frøformerede planter eller tilfældige, navnløse kloner er ikke hårdføre. Den mest hårdføre sort er 'Elegant'. 
| Portal | Portal:Botanik |